# Carlo Francesco del Liechtenstein
Carlo Francesco del Liechtenstein (nome completo in tedesco Karl Joseph Franz Xaver Johannes Rudolph Capistranus; Vienna, 23 ottobre 1790 – Vienna, 7 aprile 1865) è stato un generale e politico austriaco.

## Biografia
Carlo Francesco era membro di una ramo collaterale della famiglia dei principi del Liechtenstein, fondata da un suo antenato, Carlo Borromeo del Liechtenstein (1730–1789). Egli nacque a Vienna, figlio primogenito del principe Carlo del Liechtenstein (1765–1795), morto in duello, e della moglie di questi, la contessa Maria Anna von Khevenhüller-Metsch (1770–1849), figlia dell'Hofmarschall Franz Anton von Khevenhüller-Metsch. Carlo Francesco aveva un fratello minore, Leopoldo (1792–1800), morto infante. Perse suo padre all'età di cinque anni e fino al raggiungimento della maggiore età fu sottoposto a tutela, in particolare per l'amministrazione della vasta tenuta di Moravský Krumlov, nella Moravia meridionale, ereditata dal genitore.
Carlo Francesco studiò privatamente e nel 1810 si arruolò nell'esercito imperiale austriaco col quale prese parte alle guerre napoleoniche. Nel 1813 raggiunse il grado di rittermeister e nel 1819 lasciò il servizio attivo, dedicandosi all'amministrazione delle sue proprietà. Nel 1824 rientrò in servizio nell'esercito divenendo maggiore nel 1826 e colonnello nel 1829. Nel 1834 venne promosso al grado di maggiore generale e dal 1836 al 1842 ebbe la direzione della scuola di cavalleria di Salisburgo. Nel 1842 venne incluso nel consiglio di guerra di corte e nel 1844 venne promosso al grado di vice feldmaresciallo. Negli anni 1849–1865 ricoprì la carica di Hofmarschall e nel 1851 ottenne infine il grado di generale di cavalleria.
Entrò nel consiglio privato dell'imperatore e nel 1861 venne nominato membro a vita ed ereditario della Camera dei Signori d'Austria. Nel 1852 gli venne concesso il Toson d'oro, la massima onorificenza imperiale.
Sebbene fosse vincolato dai suoi doveri a risiedere stabilmente a Vienna, si dedicò alla gestione delle sue proprietà in Moravia e intraprese una serie di migliorie al castello e al parco di Velké Losiny. Nel 1853 acquistò la tenuta di Budkov per 400.000 fiorini d'oro, intendendo risistemarla per il figlio minore, Rudolph. Nel 1858 acquistò anche la tenuta di Hostim.
Morì a Vienna nel 1865 e venne sepolto nella tomba dei suoi antenati a Moravské Krumlov.

## Matrimonio e figli
Nel 1819 sposò la contessa Franzisca (Fanny) von Wrbna und Freudenthal (1799–1863), dama di palazzo, figlia del ciambellano supremo Rudolph von Wrbna und Freudenthal. La coppia ebbe nove figli:
- Anna (1820–1900), dama dell'Ordine della Croce Stellata, sposò nel 1841 il principe Ferdinand von Trauttmansdorff (1803–1859)
- Teresa (1822-1825)
- Eleonora (1825-1826)
- Carlo Rodolfo (1827–1899), colonnello, membro della Camera dei Signori, elevato al titolo di principe di Liechtenstein-Nikolsburg nel 1861
- Francesco (1830–1831)
- Elisabetta (1832–1894), sposò nel 1858 il principe Ugo Carlo di Salm-Reifferscheidt (1832–1890)
- Francesca (1833–1894), sposò nel 1865 il principe Giuseppe Leonardo d'Arenberg (1833–1896)
- Maria Giuseppa (1835–1905), dama dell'Ordine della Croce Stellata, sposò nel 1856 il principe Ferdinand Bonaventura Kinsky von Wchinitz und Tettau (1834–1904)
- Rodolfo (1838–1908), generale di cavalleria, Hofmeister 1896–1908, principe di Liechtenstein-Nikolsburg

## Ascendenza
|                                      |                                                                          |                                                                              | Genitori                                                   |  |  | Nonni |  |  | Bisnonni                   |  |  | Trisnonni                        |  |
|                                      |                                                                          |                                                                              |                                                            |  |  |       |  |  | Emanuele del Liechtenstein |  |  | Filippo Erasmo del Liechtenstein |  |
|                                      |                                                                          |                                                                              |                                                            |  |  |       |  |  | Emanuele del Liechtenstein |  |  | Filippo Erasmo del Liechtenstein |  |
|                                      |                                                                          | Cristina di Löwenstein-Wertheim-Rochefort                                    |                                                            |  |  |       |  |  | Emanuele del Liechtenstein |  |  |                                  |  |
| Carlo Borromeo del Liechtenstein     |                                                                          |                                                                              |                                                            |  |  |       |  |  | Emanuele del Liechtenstein |  |  |                                  |  |
|                                      |                                                                          | Antonia di Dietrichstein-Weichselstädt                                       | Carlo Ludovico di Dietrichstein                            |  |  |       |  |  |                            |  |  |                                  |  |
|                                      |                                                                          | Antonia di Dietrichstein-Weichselstädt                                       | Carlo Ludovico di Dietrichstein                            |  |  |       |  |  |                            |  |  |                                  |  |
|                                      |                                                                          | Antonia di Dietrichstein-Weichselstädt                                       | Maria Teresa Anna di Trauttmansdorff                       |  |  |       |  |  |                            |  |  |                                  |  |
| Carlo Giuseppe del Liechtenstein     |                                                                          | Antonia di Dietrichstein-Weichselstädt                                       |                                                            |  |  |       |  |  |                            |  |  |                                  |  |
|                                      |                                                                          | Giovanni Ludovico I di Öttingen-Spielberg, II principe di Öttingen-Spielberg | Antonio Ernesto di Öttingen-Spielberg                      |  |  |       |  |  |                            |  |  |                                  |  |
|                                      |                                                                          | Giovanni Ludovico I di Öttingen-Spielberg, II principe di Öttingen-Spielberg | Antonio Ernesto di Öttingen-Spielberg                      |  |  |       |  |  |                            |  |  |                                  |  |
|                                      |                                                                          | Giovanni Ludovico I di Öttingen-Spielberg, II principe di Öttingen-Spielberg | Maria Theresia Walburga Eusebia von Waldburg zu Trauchburg |  |  |       |  |  |                            |  |  |                                  |  |
| Eleonora di Öttingen-Spielberg       |                                                                          | Giovanni Ludovico I di Öttingen-Spielberg, II principe di Öttingen-Spielberg |                                                            |  |  |       |  |  |                            |  |  |                                  |  |
|                                      |                                                                          | Teresa di Schleswig-Holstein-Sonderburg-Wiesenburg                           | Leopoldo di Schleswig-Holstein-Sonderburg-Wiesenburg       |  |  |       |  |  |                            |  |  |                                  |  |
|                                      |                                                                          | Teresa di Schleswig-Holstein-Sonderburg-Wiesenburg                           | Leopoldo di Schleswig-Holstein-Sonderburg-Wiesenburg       |  |  |       |  |  |                            |  |  |                                  |  |
|                                      |                                                                          | Teresa di Schleswig-Holstein-Sonderburg-Wiesenburg                           | Maria Elisabetta del Liechtenstein                         |  |  |       |  |  |                            |  |  |                                  |  |
| Carlo Francesco del Liechtenstein    |                                                                          | Teresa di Schleswig-Holstein-Sonderburg-Wiesenburg                           |                                                            |  |  |       |  |  |                            |  |  |                                  |  |
|                                      | Johann Joseph von Khevenhüller-Metsch, I principe di Khevenhüller-Metsch | Sigmund Friedrich von Khevenhüller                                           |                                                            |  |  |       |  |  |                            |  |  |                                  |  |
|                                      | Johann Joseph von Khevenhüller-Metsch, I principe di Khevenhüller-Metsch | Sigmund Friedrich von Khevenhüller                                           |                                                            |  |  |       |  |  |                            |  |  |                                  |  |
|                                      | Johann Joseph von Khevenhüller-Metsch, I principe di Khevenhüller-Metsch | Ernestine von Rosenberg                                                      |                                                            |  |  |       |  |  |                            |  |  |                                  |  |
| Johann Franz von Khevenhüller-Metsch | Johann Joseph von Khevenhüller-Metsch, I principe di Khevenhüller-Metsch |                                                                              |                                                            |  |  |       |  |  |                            |  |  |                                  |  |
|                                      |                                                                          | Caroline von Metsch                                                          | Johann Adolf von Metsch                                    |  |  |       |  |  |                            |  |  |                                  |  |
|                                      |                                                                          | Caroline von Metsch                                                          | Johann Adolf von Metsch                                    |  |  |       |  |  |                            |  |  |                                  |  |
|                                      |                                                                          | Caroline von Metsch                                                          | Maria Ernestina von Aufsess                                |  |  |       |  |  |                            |  |  |                                  |  |
| Maria Anna di Khevenhuller-Metsch    |                                                                          | Caroline von Metsch                                                          |                                                            |  |  |       |  |  |                            |  |  |                                  |  |
|                                      |                                                                          | Joachim Adam von Rottal                                                      | Franz Wilhelm von Rottal                                   |  |  |       |  |  |                            |  |  |                                  |  |
|                                      |                                                                          | Joachim Adam von Rottal                                                      | Franz Wilhelm von Rottal                                   |  |  |       |  |  |                            |  |  |                                  |  |
|                                      |                                                                          | Joachim Adam von Rottal                                                      | Maria Anna Margaretha von Herberstein                      |  |  |       |  |  |                            |  |  |                                  |  |
| Marie Theresia von Rottal            |                                                                          | Joachim Adam von Rottal                                                      |                                                            |  |  |       |  |  |                            |  |  |                                  |  |
|                                      |                                                                          | Maria Josepha von Sternberg                                                  | Franz Leopold von Sternberg                                |  |  |       |  |  |                            |  |  |                                  |  |
|                                      |                                                                          | Maria Josepha von Sternberg                                                  | Franz Leopold von Sternberg                                |  |  |       |  |  |                            |  |  |                                  |  |
|                                      |                                                                          | Maria Josepha von Sternberg                                                  | Maria Johanna zu Schwarzenberg                             |  |  |       |  |  |                            |  |  |                                  |  |
|                                      |                                                                          | Maria Josepha von Sternberg                                                  |                                                            |  |  |       |  |  |                            |  |  |                                  |  |